# Алсвики
А́лсвики (латыш. Alsviķi; устар. мыза Альсвигъ) — населённый пункт (латыш. vidējciems) в Алуксненском крае Латвии. Административный центр Алсвикской волости. Расположен на автодороге P39 (Алуксне — Апе). Расстояние до города Алуксне составляет около 9 км. 

## Население
По состоянию на 2017 год, согласно данным Управления по делам гражданства и миграции Министерства внутренних дел Латвийской Республики, на территории населённого пункта Алсвики проживает 290 человек.
В 2015 году население составляло 342 человека, в 2007 году — 355 человек, в 2003 году — 448 человек.

## История
В 1970-х годах населённый пункт был центром Алсвикского сельсовета Алуксненского района. В селе располагался совхоз «Алсвики».